# 李任之
李任之（1919年—1983年），原名李包吉，男，广东东莞人，中华人民共和国政治人物。

## 生平
李任之是广东东莞市常平镇横江厦村人。早年进入广州金陵中学，后赴延安，参加延安抗日军政大学。1940年，升任中共皖北地委组织部长。1941年，任中共泗北县委副书记兼组织部部长，开拓抗日根据地。1944年，任中共灵北中心县委书记兼灵北独立团政委，与日军作战。第二次国共内战期间，担任华中七分区第三团政委，后改华中野战军九纵81团政委。1948年，任中共江淮三地地委书记兼军分区政委职，兼任江淮区后勤司令部副政委。中华人民共和国成立后，调任中共淮南市委书记。1956年，升任中共安徽省委副书记，组建马鞍山钢铁公司。1961年，任中共安徽省委常务书记。1964年，兼任安徽省副省长。1968年，任中共安徽省委书记。1979年，调任中共湖北省委书记，兼任武汉市委第一书记，同年兼任武汉市市长。此后担任中顾委委员。